# Marcus Claudius Marcellus (consul en -222)
Pour les articles homonymes, voir Marcus Claudius Marcellus.
Sauf précision contraire, les dates de cet article sont sous-entendues « avant l'ère commune » (AEC), c'est-à-dire « avant Jésus-Christ ».
Marcus Claudius Marcellus (né vers 268 av. J.-C. et mort en 208 av. J.-C.) est un général romain, héros de la deuxième guerre punique et un homme politique, qui fut préteur en 224 et cinq fois consul (222, 215 en remplacement de Lucius Posthumus Albinus, 214, 210 et 208). On l'avait surnommé l'« épée de Rome ».
En 222, Claudius Marcellus bat les Gaulois Gésates lors de la bataille de Clastidium. Son nom reste attaché à sa victoire contre le Gaulois Viridomaros, qu'il tue de sa main au combat ; il est ainsi le troisième dans l'histoire romaine à ramener à Rome, lors de son triomphe, les dépouilles opimes d'un chef de guerre qu'il dépose dans le temple de Jupiter Férétrien. Il prend Milan, capitale des Insubres.
Envoyé contre Hannibal après la bataille de Cannes, il remporte sur le général carthaginois les batailles de Nola (216–215), puis en Sicile, il s'empare de Syracuse après trois ans de siège. C'est au cours du sac de cette ville que périt Archimède.
Il vainc encore Hannibal en 210 à Canusium, mais périt deux ans plus tard dans une embuscade tendue par celui-ci près de Venosa. Lors de la même bataille meurt son collègue second consul, Titus Quinctius Crispinus. Tite-Live voit des signes funestes dans ces deux morts successives, à un moment où la deuxième guerre punique parvient à un tournant.

## Biographie

### Origines et famille
Marcus Claudius est issu de la famille d'origine plébéienne des Claudii Marcelli, elle-même branche de la gens des Claudii. 
Bien que cette famille ait déjà accédé par deux fois au consulat durant le siècle précédent, Plutarque, ignorant ceci, fait de Marcus Claudius le premier Marcellus.

### Les débuts
Peu de choses sont connues des premières années de la carrière de Marcus Claudius, les sources se concentrant essentiellement sur les faits militaires et la période durant laquelle il exerça ses cinq consulats. La perte des livres 11 à 20 de Tite-Live fait par ailleurs que l'on ne commence à suivre Marcus Claudius à travers l'Histoire de Rome depuis sa fondation qu'au moment où commence le livre 21, soit avec le début de la deuxième guerre punique, en 219. Plutarque, dans ses Vies parallèles des hommes illustres, a cependant rédigé une Vie de Marcellus. Cette Vie est la seule source disponible pour aborder les débuts de Marcus Claudius. Sa date de naissance est déduite d'un passage de cette œuvre, où Plutarque affirme qu'il « n'avait pas moins de soixante ans à son cinquième consulat. » De sa formation, Plutarque dit qu'il connaissait le grec et appréciait l'éloquence, mais il lui prête surtout une inclination pour la guerre et les combats, qui aurait pris l'ascendant sur ses autres domaines de compétence. Durant des combats en Sicile, au cours de la première guerre punique, Marcus Claudius se serait distingué par sa bravoure, sauvant de l'ennemi son frère Otacilius et se faisant remarquer des généraux qui le distinguèrent par des récompenses.
Plus assurée est son accession à l'édilité curule en 226, première magistrature dont il assume la charge avec un certain Caius Scantilius Capitolinus, auquel, pour d'obscures raisons, Marcus Claudius intente un procès.

### Conquête de la Gaule cisalpine et premier consulat (222)

Peuples celtes de la Gaule cisalpine (en vert).

Lorsque Marcus Claudius accède pour la première fois au consulat, avec pour collègue Cnaeus Cornelius Scipio Calvus, en 222, la guerre contre les Gaulois du nord de l'Italie, la Gaule cisalpine, entre dans sa quatrième année. Plusieurs peuples gaulois, les Insubres, les Boïens, les Taurins, et les Lingons de Cisalpine, ainsi que les Gésates de la vallée du Rhône, se sont ligués contre Rome. Une première victoire est enregistrée par les consuls Lucius Æmilius Papus et Caius Atilius Regulus dès 225 à Telamon, puis une seconde par les consuls de 223 Caius Flaminius Nepos et Publius Furius Philus, bien que la validité de leurs consulats soit contestée religieusement,. Marcus Claudius parvient donc au consulat et à la tête des opérations militaires alors que la guerre touche à sa fin. Tant Plutarque que Polybe attestent que les Gaulois faisaient des offres de paix au moment de l'accession au consulat de Marcus Claudius. C'est entraîné par Marcus Claudius que le Sénat décide de poursuivre la guerre, en dépit des offres de paix, ce qui montre une certaine volonté de conquête. À l'instar des campagnes de 223, Marcus Claudius porte la guerre au cœur des territoires gaulois en mettant le siège devant Acerræ, près de Crémone, les Gaulois réagissant alors par une opération de diversion et allant mettre le siège devant Clastidium, près de Mantoue. C'est en se portant à la rencontre des Gaulois devant Clastidium que le chemin de Marcus Claudius devait croiser celui du chef gaulois Viridomaros. Ainsi que le veut la tradition, les deux chefs de guerre se seraient affrontés en un combat singulier et le consul aurait tué de ses propres mains le chef gaulois, n'ayant pas manqué au préalable de prononcer les paroles rituelles suivantes, qui consacraient les futures dépouilles à Jupiter Férétrien sur le terrain même du duel :

« Jupiter Férétrien, toi qui du haut des cieux contemples dans les guerres et dans les combats les exploits des généraux et des capitaines, je te prends à témoin que je suis le troisième général romain qui, après avoir tué de ma main le roi et le général des ennemis, t'ai consacré ses plus belles dépouilles. Daigne donc nous accorder, dans tout le cours de cette guerre, une fortune semblable. »

— Plutarque, Vie de Marcellus, 7
L'épilogue de cette guerre se joue devant Mediolanum, l'actuelle Milan, où Marcus Claudius rejoint son collègue Cnaeus Cornelius Scipio pour prendre d'assaut l'oppidum principal des Insubres. La Gaule cisalpine est alors pacifiée et Marcus Claudius peut célébrer son triomphe à Rome, rapportant les troisièmes et dernières dépouilles opimes de l'histoire de Rome, qu'il ira déposer dans le temple de Jupiter. Trois conditions devaient être remplies pour pouvoir prétendre rapporter des dépouilles opimes. Être le commandant suprême de l'armée romaine et combattre sous les auspices, tuer le chef de l'armée adverse en un combat singulier et avoir au préalable prononcé sans erreur ni hésitation les paroles rituelles. Marcus Claudius avait rempli toutes ces conditions.

### Entre deux consulats (222 à 215)
Presque rien n’est connu de la vie et de la carrière de Marcus Claudius durant cette période. La Vie que lui consacre Plutarque est muette sur ces années, Tite-Live n’est d’aucun secours. Tous deux attestent en revanche de son exercice d’une préture en Sicile, en 216, sur laquelle il convient de s’attarder un peu.
La Sicile présente en effet un double intérêt pour Rome, stratégique, puisqu’elle referme au sud la mer Tyrrhénienne, économique, car l’île fournit à Rome d’importantes quantités de blé, utiles pour approvisionner tant la Ville que ses armées.
Son importance stratégique allait se révéler dès la deuxième année de la deuxième guerre punique (en 218), au moment où Hannibal pénètre en Italie par les cols alpins, une flotte partie d’Afrique tenta alors d’atteindre l’Italie, en franchissant le détroit de Messine, où une tempête la surprit et la dispersa. Le consul de cette année, Tiberius Sempronius Longus, rencontrant à Messine le tyran de Syracuse, Hiéron II, procède à la mise en défense de l’île, puis laisse au préteur de Sicile de cette année, Marcus Aemilius Lepidus, la garde d’une flotte de cinquante navires, afin de surveiller les côtes et le détroit. C’est à la tête de cette flotte que se retrouve Marcus Claudius en 216, au moment où il prend la suite de Titus Otacilius, le préteur de 217.
L’autre enjeu pour Rome était la grande fertilité des terres siciliennes et leurs surplus de production céréalière qui venaient alimenter Rome et pourvoir aux besoins de ses armées. Rome prélevait alors un impôt en nature sur les productions agricoles, essentiellement blé et orge, ensuite expédié vers Rome, via Ostie. Le cadre légal entourant ce prélèvement en nature est hérité des lois syracusaines, et restera longtemps nommé Lex Hieronica. Le préteur de Sicile avait en charge l’organisation de la collecte de cet impôt, ce fut un des rôles de Marcus Marcellus. Ce fut aussi l’un de ceux de Hiéron II de Syracuse, qui dès le début de la première guerre punique était passé du côté de Rome. La fourniture de blé et d’orge à Rome faisait partie de ce traité.

### Deuxième guerre punique et les quatre autres consulats (215, 214, 210 et 208)
Lorsque débute la deuxième guerre punique, en 219, de graves défaites s'accumulent pour Rome en Italie même, où Hannibal, le général carthaginois, est arrivé en 218, en traversant les Alpes. Parmi les défaites marquantes des premières années de cette guerre, figure la bataille de Trasimène, qui voit non seulement l'anéantissement d'une armée, mais aussi la perte d'un de ses consuls, Caius Flaminius Nepos, qui ne fut d'ailleurs que le premier consul à tomber sur le champ de bataille durant cette guerre.
À Rome se pose le problème des compétences militaires de ses consuls, et celui du maintien en poste des plus compétents. Dès 217, à la suite du désastre de Trasimène, la décision est prise de ne plus respecter le délai légal des dix années entre deux exercices du consulat. Un consul peut désormais être renouvelé autant de fois que nécessaire dans ses fonctions, y compris deux années de suite. Ce fait explique que Claudius Marcellus ait pu exercer autant de fois le consulat en une si courte période de temps. Il ne fit alors pas exception, et, par exemple, Tiberius Sempronius Gracchus exerça deux consulats durant cette guerre, Quintus Fabius Maximus Verrucosus, trois.